# Конвей, Джерри
Джерри Конвей (англ. Gerry Conway) (род. 10 сентября 1952, Бруклин, Нью-Йорк) — американский сценарист комиксов издательств Marvel Comics и DC Comics. Наиболее известен как сценарист сюжетной арки «The Night Gwen Stacy Died» и как один из создателей Карателя — антигероя вселенной Marvel.

## Биография
Джерард Конвей родился 10 сентября 1952 года в Бруклине (Нью-Йорк). Его первая профессиональная работа была опубликована в комиксе House of Secrets #81 (сентябрь 1969, DC), когда Джерри было 16 лет.

## Личная жизнь
У Джерри есть 2 дочери, Кара и Рэйчел.